# Oplophorus gracilirostris
Oplophorus gracilirostris är en kräftdjursart som beskrevs av Alphonse Milne-Edwards 1881. Oplophorus gracilirostris ingår i släktet Oplophorus och familjen Oplophoridae. Inga underarter finns listade i Catalogue of Life.